# Прасинада
Прасинада (грч. Πρασινάδα) је насељено место у општини Александрија у периферији Средишња Македонија, Грчка. Према попису из 2021. године био је 241 становник.
Насеље је 1913. године имало 229 житеља Грка. На попису из 1928. године Прасинада је имала 256 становника, од чега су само двоје грчке избеглице. Село се раније звало Големи Алабор.